# Нейтронне випромінювання
Нейтронне випромінювання (англ. neutron radiation)— вид корпускулярного випромінювання, що є потоком вільних нейтронів. Вільні нейтрони виникають під час ядерних реакцій, наприклад, під час поділу ядер урану чи плутонію. Таке випромінювання виникає, зокрема,  під час роботи прискорювачів заряджених частинок і реакторів, які утворюють потужні потоки теплових та швидких нейтронів.
Позаяк нейтрони є електронейтральними частинками, нейтронне випромінювання має велику проникну здатність.
Однією з особливостей нейтронного випромінювання є здатність перетворювати атоми стабільних елементів на їхні радіоактивні ізотопи, що різко підвищує небезпеку нейтронного опромінення.

## Механізми іонізації під час нейтронного опромінення
В основі іонізації під час нейтронного опромінення лежить непрямий механізм. Нейтронне опромінення не іонізує атоми, збуджуючи електрони, як це роблять такі заряджені частинки, як протони та електрони, бо не мають заряду.  Однак за взаємодії нейтронів з ядрами атомів виникає гамма-випромінювання, яке викликає подальшу іонізацію речовини. У результаті реакції захоплення нейтрона утворюється важчий ізотоп того ж елемента, як правило, у збудженому стані. Збудження зазвичай знімається випромінюванням одного або кількох гамма-квантів з переходом ядра до основного стану; у важких ядер можливий поділ. Утворене в результаті нейтронного захоплення ядро може бути як стабільним, так і радіоактивним. Нейтронне випромінювання порівняно з альфа- чи бета-випромінюванням має більшу проникну здатність у матеріалах з високою атомною щільністю. У матеріалах з низьким атомним номером гамма-випромінювання низької енергії має більшу проникну здатність, ніж нейтрони з високою енергією.